# Camerounophylla bargai
Camerounophylla bargai är en skalbaggsart som beskrevs av Marc Lacroix 2005. Camerounophylla bargai ingår i släktet Camerounophylla och familjen Melolonthidae. Inga underarter finns listade.